# Cordylomera schoenherrii
Cordylomera schoenherrii es una especie de escarabajo longicornio del género Cordylomera, tribu Phoracanthini, subfamilia Cerambycinae. Fue descrita científicamente por Fåhraeus en 1872.

## Descripción
Mide 12-17 milímetros de longitud.

## Distribución
Se distribuye por Mozambique, Namibia, República de Sudáfrica, Zambia y Zimbabue.